# Microrasbora erythromicron
Danio erythromicron és una espècie de peix cipriniforme de la família dels ciprínids.
Els mascles poden assolir 2 cm de longitud total.
És un peix d'aigua dolça i de clima tropical (21 °C-25 °C).
Es troba a Àsia: Myanmar.